# 2019-es UEFA-bajnokok ligája-döntő
A 2019-es UEFA-bajnokok ligája-döntő volt az európai labdarúgó-klubcsapatok legrangosabb tornájának 27., jogelődjeivel együttvéve a 64. döntője. A mérkőzést a madridi Wanda Metropolitano Stadionban rendezték 2019. június 1-jén, magyar idő szerint 21 órától. A mérkőzés győztese részt vesz a 2019-es UEFA-szuperkupa döntőjében, ahol az ellenfél a 2018–2019-es Európa-liga győztese, a Chelsea lesz, valamint a 2019-es FIFA-klubvilágbajnokságra is kijutott.
A győztes a 2019–2020-as UEFA-bajnokok ligája csoportkörébe is kvalifikálta magát, ugyanakkor már a döntő előtt tudható volt, hogy mindkét csapat a bajnoki helyezése alapján is részt vehet a következő szezon csoportkörében.
2018 márciusában az UEFA bejelentette, hogy negyedik cserelehetőség lesz a hosszabbítás alatt, illetve a cserejátékosnak nevezhetők számát 7-ről 12-re növelik. A kezdési időpontot a közép-európai idő szerinti 20:45-ről 21 órára módosították.
Ez volt az első döntő a sorozatban, ahol alkalmazták a videóbírót.
A mérkőzést Mohamed Szaláh és Divock Origi góljaival a Liverpool nyerte 2–0-ra, 2005 után első, összességében hatodik győzelmét megszerezve a sorozatban.

## Helyszín
A helyszín a madridi Wanda Metropolitano Stadion lesz, mely az Atlético Madrid hazai stadionja. A stadion viszonylag új, a csapat a 2017–18-as szezon kezdetére készült el, 2017. szeptember 16-án lett felavatva. A létesítmény befogadóképessége 67 ezer fő.

## Résztvevők
A döntő egyik résztvevője az angol Tottenham Hotspur volt. Korábban sosem szerepelt a BL vagy  BEK-döntőben. KEK-et 1963-ban, UEFA-kupát 1972-ben és 1984-ben nyert. A Tottenham 31 év után játszott újra európai kupadöntőt.
A döntő másik résztvevője a szintén angol Liverpool FC volt. Korábban 5-ször nyerte meg a BL-t, vagy az elődjének számító BEK-et (1977, 1978, 1981, 1984, 2005) és hármat vesztett el (1985, 2007, 2018).

## A mérkőzés
| 2019. június 1. 21:00 |

| Tottenham Hotspur | 0–2               | Liverpool FC                   |
| ----------------- | ----------------- | ------------------------------ |
|                   | (0–1) Jegyzőkönyv | Szaláh 2' (11-esből) Origi 87' |

| Wanda Metropolitano Stadion, Madrid Nézőszám: 63 272 Játékvezető: Damir Skomina (szlovén) |

| Tottenham Hotspur | Liverpool |

| GK                  | 1  | Hugo Lloris (c)    |  |     |
| RB                  | 2  | Kieran Trippier    |  |     |
| CB                  | 4  | Toby Alderweireld  |  |     |
| CB                  | 5  | Jan Vertonghen     |  |     |
| LB                  | 3  | Danny Rose         |  |     |
| CM                  | 17 | Moussa Sissoko     |  | 74' |
| CM                  | 8  | Harry Winks        |  | 66' |
| RW                  | 20 | Dele Alli          |  | 81' |
| AM                  | 23 | Christian Eriksen  |  |     |
| LW                  | 7  | Szon Hungmin       |  |     |
| CF                  | 10 | Harry Kane         |  |     |
| Cserék:             |    |                    |  |     |
| GK                  | 13 | Michel Vorm        |  |     |
| GK                  | 22 | Paulo Gazzaniga    |  |     |
| DF                  | 6  | Dávinson Sánchez   |  |     |
| DF                  | 16 | Kyle Walker-Peters |  |     |
| DF                  | 21 | Juan Foyth         |  |     |
| DF                  | 24 | Serge Aurier       |  |     |
| DF                  | 33 | Ben Davies         |  |     |
| MF                  | 11 | Erik Lamela        |  |     |
| MF                  | 12 | Victor Wanyama     |  |     |
| MF                  | 15 | Eric Dier          |  | 74' |
| MF                  | 27 | Lucas Moura        |  | 66' |
| FW                  | 18 | Fernando Llorente  |  | 81' |
| Vezetőedző:         |    |                    |  |     |
| Mauricio Pochettino |    |                    |  |     |

| GK           | 13 | Alisson                 |  |     |
| RB           | 66 | Trent Alexander-Arnold  |  |     |
| CB           | 32 | Joël Matip              |  |     |
| CB           | 4  | Virgil van Dijk         |  |     |
| LB           | 26 | Andrew Robertson        |  |     |
| CM           | 14 | Jordan Henderson (c)    |  |     |
| CM           | 3  | Fabinho                 |  |     |
| CM           | 5  | Georginio Wijnaldum     |  | 62' |
| RF           | 11 | Mohamed Szaláh          |  |     |
| CF           | 9  | Roberto Firmino         |  | 58' |
| LF           | 10 | Sadio Mané              |  | 90' |
| Cserék:      |    |                         |  |     |
| GK           | 22 | Simon Mignolet          |  |     |
| GK           | 62 | Caoimhin Kelleher       |  |     |
| DF           | 6  | Dejan Lovren            |  |     |
| DF           | 12 | Joe Gomez               |  | 90' |
| DF           | 18 | Alberto Moreno          |  |     |
| MF           | 7  | James Milner            |  | 62' |
| MF           | 20 | Adam Lallana            |  |     |
| MF           | 21 | Alex Oxlade-Chamberlain |  |     |
| MF           | 23 | Xherdan Shaqiri         |  |     |
| FW           | 15 | Daniel Sturridge        |  |     |
| FW           | 24 | Rhian Brewster          |  |     |
| FW           | 27 | Divock Origi            |  | 58' |
| Vezetőedző:  |    |                         |  |     |
| Jürgen Klopp |    |                         |  |     |

| A mérkőzés legjobbja: Virgil van Dijk (Liverpool) Asszisztensek: Jure Praprotnik (szlovén) Robert Vukan (szlovén) Negyedik játékvezető: Antonio Mateu Lahoz (spanyol) Videóbírók: Danny Makkelie (holland) Videóbíró asszisztensek: Pol van Boekel (holland) Felix Zwayer (német) Külső videóbíró: Mark Borsch (német) | Szabályok - 90 perc játékidő. - 30 perces ráadás döntetlen esetén. - Tizenegyesek döntetlen esetén. - Tizenkét nevezhető cserejátékos. - Maximum három bevethető csere, hosszabbítás esetén plusz egy. |

### Statisztika
| Adatok                       | Tottenham Hotspur | Liverpool |
| ---------------------------- | ----------------- | --------- |
| Gól                          | 0                 | 1         |
| Kapura tartó lövések száma   | 2                 | 8         |
| Kaput eltaláló lövések száma | 0                 | 2         |
| Védések                      | 1                 | 0         |
| Labdabirtoklás               | 60%               | 40%       |
| Szöglet                      | 2                 | 6         |
| Szabálytalanság              | 2                 | 4         |
| Leshelyzet                   | 1                 | 1         |
| Sárga lap                    | 0                 | 0         |
| Piros lap                    | 0                 | 0         |

| Adatok                       | Tottenham Hotspur | Liverpool |
| ---------------------------- | ----------------- | --------- |
| Gól                          | 0                 | 1         |
| Kapura tartó lövések száma   | 14                | 6         |
| Kaput eltaláló lövések száma | 8                 | 1         |
| Védés                        | 0                 | 8         |
| Labdabirtoklás               | 61%               | 39%       |
| Szöglet                      | 6                 | 3         |
| Szabálytalanság              | 3                 | 2         |
| Leshelyzet                   | 2                 | 1         |
| Sárga lap                    | 0                 | 0         |
| Piros lap                    | 0                 | 0         |

| Adatok                       | Tottenham Hotspur | Liverpool |
| ---------------------------- | ----------------- | --------- |
| Gól                          | 0                 | 2         |
| Kapura tartó lövések száma   | 16                | 14        |
| Kaput eltaláló lövések száma | 8                 | 3         |
| Védés                        | 1                 | 8         |
| Labdabirtoklás               | 61%               | 39%       |
| Szöglet                      | 8                 | 9         |
| Szabálytalanság              | 5                 | 6         |
| Les                          | 3                 | 2         |
| Sárga lap                    | 0                 | 0         |
| Piros lap                    | 0                 | 0         |